# XIII (비디오 게임)
《XIII》(Thirteen, 써틴)은 동명의 벨기에 만화 《XIII》을 원작으로 한 일인칭 슈팅 게임이다. 유비소프트가 개발하고 2003년 11월 25일 발매되었다. 페럴 인터랙티브가 맥 OS X판을 발매했고, 한국에서는 각각 위자드소프트와 세중게임박스가 플레이스테이션 2/마이크로소프트 윈도우와 엑스박스판을 발매했다.
셀 셰이딩된 그래픽과 만화 칸을 넣고 의성어를 표시하는 의도적인 만화적 연출이 특징으로, 비평 면에서 대체로 긍정적인 평가를 받았지만, 판매량은 기대에 미치지 못 했다.
게임의 줄거리는 원작 만화에서 첫 다섯 권 분량의 줄거리를 따르고 있지만, 게임의 형식에 맞추어 이야기가 조금 수정되거나 추가된 부분도 있다. 게임은 만화의 다섯 번째 권이 끝나는 부분에서 정확히 이야기를 끝내는데, 그 결말이 열린 형식을 취하고 있어 후속작을 암시하고 있다.

## 등장인물
- XIII: 써틴, 이야기의 주인공이자 플레이어 캐릭터. 후반에 제이슨 플라이라는 이름이 밝혀진다. 그는 뉴욕의 한 해변에서 기억을 잃어버린 채 정신을 차린다. 자신에 대한 단서는 오직 어깨에 로마 숫자로 새겨진 ‘XIII’이란 숫자 뿐. 그는 몽구스라는 청부 살인업자에게 쫓기게 되고, FBI는 그를 미국 대통령 윌리엄 쉐리단의 암살자로 수배한다. 그는 게임을 통해 그의 정체성과 그 단서를 제공할 XX로 알려진 단체의 음모와 싸우게 된다.

- 존스: 캐링턴 장군을 위해 일하는 병사로 써틴이 대통령 암살과 관계가 없다는 것을 알고 있다. 써틴을 FBI에서 탈출시켜주고 기억을 찾게 도와준다.

- 벤 캐링턴: 노병이자 써틴의 몇 안되는 동맹 중 하나이다. 대통령의 죽음에 관해 어떤 사실을 알고 있고 써틴을 도와주려 한다. 하지만 그의 입을 막으려는 세력 때문에 애팔래치아 군기지에 잡혀있다.

- 몽구스: 비밀 단체 XX가 고용한 악명높은 암살자로, 잔인하고 냉혈한 살인마이다. 청부업자 조직을 이끌고 있고, 여러번 써틴의 앞을 가로막는다.

- 월터 쉐리단: 암살당한 대통령 윌리엄 쉐리단의 동생으로 형이 시작한 일을 끝마치겠다며한 대선에 출마한다. XX의 음모를 막기 위해 써틴을 돕는다.

- 아모스 대령: 대통령의 죽음에 대한 조사 책임자로 써틴이 암살자이며 그를 잡는 것이 정의라고 생각한다.

- 킴 롤랜드: 죽은 스티브 롤랜드의 아내. 롤랜드 부부는 모두 음모의 일원으로 그녀는 XVII이라는 암호명을 가지고 있었다.

## 연출
《XIII》은 셀 셰이딩과 함께 다양한 만화적인 연출을 사용하며, 그것은 겉으로 보이는 것만이 아니라 게임 방식에도 영향을 미치고 있다.

## 평가
| 평가 |                                                    |
| --- | -------------------------------------------------- |
| 통합 점수 통합사 점수 메타크리틱 (Xbox) 74/100 [ 3 ] (PS2) 73/100 [ 4 ] (GC) 73/100 [ 5 ] (PC) 72/100 [ 6 ] 평론 점수 평론사 점수 EGM 6.5/10 [ 7 ] 유로게이머 8/10 [ 8 ] 게임 레볼루션 C+ [ 9 ] 게임스파이 [ 10 ] 게임존 7.8/10 [ 11 ] IGN 8/10 [ 12 ] |                                                    |
| 통합 점수 |                                                    |
| 통합사 | 점수                                               |
| 메타크리틱 | (Xbox) 74/100 (PS2) 73/100 (GC) 73/100 (PC) 72/100 |
| 평론 점수 |                                                    |
| 평론사 | 점수                                               |
| EGM | 6.5/10                                             |
| 유로게이머 | 8/10                                               |
| 게임 레볼루션 | C+                                                 |
| 게임스파이 | [ 10 ]                                             |
| 게임존 | 7.8/10                                             |
| IGN | 8/10                                               |